# 주이탈리아 대한민국 대사관
주이탈리아 대한민국 대사관은 1959년 이탈리아 로마에 개설된 대한민국 외교부 소속의 대사관이다. 이 공관은 토스카나주, 움브리아주, 라치오주, 아브루초주, 마르케주, 캄파니아주, 풀리아주, 몰리세주, 칼라브리아주, 사르데냐, 시칠리아를 관할하며 몰타, 산마리노를 겸임한다. 또한 주교황청 대한민국 대사관에서 관할하지 않는 바티칸 시국에 관한 영사 업무도 겸임한다.

## 역대 공관장
| 대수        | 성명           | 임명        |
| ----------- | -------------- | ----------- |
| 제1대 대사  | 김영기(金永琦) | 1959년 9월  |
| 제2대 대사  | 이종찬(李鍾贊) | 1961년 6월  |
| 제3대 대사  | 유재흥(劉載興) | 1967년 9월  |
| 제4대 대사  | 문덕주(文德周) | 1970년 12월 |
| 제5대 대사  | 조상호(曺相鎬) | 1975년 1월  |
| 제6대 대사  | 안광호(安光鎬) | 1979년 6월  |
| 제7대 대사  | 지연태(池連泰) | 1982년 10월 |
| 제8대 대사  | 이남기(李楠基) | 1985년 5월  |
| 제9대 대사  | 김석규(金奭圭) | 1989년 4월  |
| 제10대 대사 | 이기주(李祺周) | 1992년 2월  |
| 제11대 대사 | 신두병(申斗柄) | 1995년 4월  |
| 제12대 대사 | 정태익(鄭泰翼) | 1998년 5월  |
| 제13대 대사 | 김석현(金錫鉉) | 2000년 8월  |
| 제14대 대사 | 송영오(宋永吾) | 2002년 9월  |
| 제15대 대사 | 조영재(曺永載) | 2004년 9월  |
| 제16대 대사 | 김중재(金中宰) | 2007년 9월  |
| 제17대 대사 | 김영석(金榮錫) | 2010년 9월  |
| 제18대 대사 | 배재현(裵宰鉉) | 2013년 6월  |
| 제19대 대사 | 이용준(李容濬) | 2015년 5월  |
| 제20대 대사 | 최종현(崔鍾現) | 2017년 5월  |
| 제21대 대사 | 권희석(權熙石) | 2019년 5월  |
| 제22대 대사 | 이성호         | 2022년 3월  |
| 제23대 대사 | 김준구(金駿求) | 2025년 2월  |

## 같이 보기
- 대한민국의 재외공관 목록
  - 주교황청 대한민국 대사관
- 대한민국-이탈리아 관계
- 주한 이탈리아 대사관